# Колонар-Корюбер
Колона́р-Корюбе́р (фр. Colonard-Corubert) — колишній муніципалітет у Франції, у регіоні Нормандія, департамент Орн. Населення — 253 осіб (2011).
Муніципалітет був розташований на відстані близько 135 км на захід від Парижа, 115 км на південний схід від Кана, 45 км на схід від Алансона.

## Історія
До 2015 року муніципалітет перебував у складі регіону Нижня Нормандія. Від 1 січня 2016 року належав до нового об'єднаного регіону Нормандія.
1 січня 2016 року Колонар-Корюбер, Дансе, Носе, Прео-дю-Перш, Сент-Обен-де-Груа i Сен-Жан-де-ла-Форе було об'єднано в новий муніципалітет Перш-ан-Носе.

## Демографія
Динаміка населення (INSEE ):
Розподіл населення за віком та статтю (2006):
| Стать | Всього | До 15 років | 15-24 | 25-44 | 45-64 | 65-85 | Понад 85 |
| --- | ------ | ----------- | ----- | ----- | ----- | ----- | -------- |
| Чоловіки | 136    | 36          | 8     | 28    | 44    | 12    | 8        |
| Жінки | 120    | 24          | 12    | 24    | 40    | 20    | 0        |
| \| Статево-вікова піраміда \| Статево-вікова піраміда \| Статево-вікова піраміда \| \| ----------------------- \| ----------------------- \| ----------------------- \| \| Чоловіки \| Вік \| Жінки \| \| 8 \| 85 + \| 0 \| \| 4 \| 80-84 \| 4 \| \| 4 \| 75-79 \| 12 \| \| 4 \| 70-74 \| 0 \| \| 0 \| 65-69 \| 4 \| \| 0 \| 60-64 \| 16 \| \| 16 \| 55-59 \| 4 \| \| 16 \| 50-54 \| 12 \| \| 12 \| 45-49 \| 8 \| \| 12 \| 40-44 \| 8 \| \| 8 \| 35-39 \| 0 \| \| 4 \| 30-34 \| 12 \| \| 4 \| 25-29 \| 4 \| \| 8 \| 20-24 \| 4 \| \| 0 \| 15-20 \| 8 \| \| 8 \| 10-14 \| 8 \| \| 12 \| 5-9 \| 12 \| \| 16 \| 0-4 \| 4 \| |        |             |       |       |       |       |          |
| Статево-вікова піраміда |        |             |       |       |       |       |          |
| Чоловіки | Вік    | Жінки       |       |       |       |       |          |
| 8 | 85 +   | 0           |       |       |       |       |          |
| 4 | 80-84  | 4           |       |       |       |       |          |
| 4 | 75-79  | 12          |       |       |       |       |          |
| 4 | 70-74  | 0           |       |       |       |       |          |
| 0 | 65-69  | 4           |       |       |       |       |          |
| 0 | 60-64  | 16          |       |       |       |       |          |
| 16 | 55-59  | 4           |       |       |       |       |          |
| 16 | 50-54  | 12          |       |       |       |       |          |
| 12 | 45-49  | 8           |       |       |       |       |          |
| 12 | 40-44  | 8           |       |       |       |       |          |
| 8 | 35-39  | 0           |       |       |       |       |          |
| 4 | 30-34  | 12          |       |       |       |       |          |
| 4 | 25-29  | 4           |       |       |       |       |          |
| 8 | 20-24  | 4           |       |       |       |       |          |
| 0 | 15-20  | 8           |       |       |       |       |          |
| 8 | 10-14  | 8           |       |       |       |       |          |
| 12 | 5-9    | 12          |       |       |       |       |          |
| 16 | 0-4    | 4           |       |       |       |       |          |

## Економіка
2010 року серед 150 осіб працездатного віку (15—64 років) 117 були активними, 33 — неактивними (показник активності 78,0%, у 1999 році було 67,6%). З 117 активних мешканців працювали 104 особи (52 чоловіки та 52 жінки), безробітними було 13 (5 чоловіків та 8 жінок). Серед 33 неактивних 8 осіб було учнями чи студентами, 19 — пенсіонерами, 6 були неактивними з інших причин.

У 2010 році в муніципалітеті числилось 105 оподаткованих домогосподарств, у яких проживали 256,0 особи, медіана доходів виносила 16 233 євро на одного особоспоживача